# Кульметово
Кульметово (баш. Ҡолмәт) — деревня в Кигинском районе Башкортостана, входит в состав Еланлинского сельсовета.

## История
В «Списке населенных мест по сведениям 1870 года», изданном в 1877 году, населённый пункт упомянут как деревня Кульметева 2-го стана Златоустовского уезда Уфимской губернии. Располагалась при речке Ае, между почтовым и этапным Сибирскими трактами, в 61 версте от уездного города Златоуста и в 27 верстах от становой квартиры в заводе Саткинский (Троицко-Саткинский, Сатка). В деревне, в 40 дворах жили 229 человек (106 мужчин и 123 женщины, татары). Жители занимались земледелием, скотоводством, пчеловодством, плотничеством и пилкой леса.

## Население
| 2002 | 2009 | 2010 |
| ---- | ---- | ---- |
| 361  | ↘317 | ↘293 |

Национальный состав
Согласно переписи 2002 года, преобладающие национальности — татары (73 %), башкиры (27 %).

## Географическое положение
Находится на правом берегу реки Ай.
Расстояние до:
- районного центра (Верхние Киги): 38 км,
- центра сельсовета (Еланлино): 12 км,
- ближайшего населенного пункта (Межевой): 6 км,
- ближайшей ж/д станции (Сулея): 15 км.